# Пища
Пи́ща (еда́) — то, что едят, чем питаются; любое вещество, пригодное для еды и питья живым организмам для пополнения запасов энергии и необходимых составляющих для нормального течения химических реакций обмена веществ: белков, жиров, углеводов, витаминов, минералов и микроэлементов. 
Питательные вещества попадают в живой организм, где усваиваются клетками с целью выработки и накопления энергии, поддержания жизнедеятельности, а также обеспечения ростовых процессов и созревания.
Мы живём не для того, чтобы есть, а едим для того, чтобы жить.Сократ
Основное назначение пищи — быть источником энергии, возобновляемых материалов и «строительного материала» для организма, однако немаловажным в питании человека является и возможность получения удовольствия (удовлетворение голода) от еды. 
Обычно пища делится по происхождению на растительную и животную. В истории сложилось так, что люди обеспечивали свои потребности в продовольствии несколькими основными путями: охотой, собирательством и сельскохозяйственным производством. На сегодняшний день большая часть потребности в пище во всём мире удовлетворяется с помощью пищевой промышленности.
В отношении питания одомашненных животных распространено и употребимо понятие «корм».
Область человеческой деятельности, связанная с приготовлением пищи, называется «кулинария» (кухонное ремесло).

## Безопасность пищевых продуктов
Безопасная пища — это пища, которая свободна не только от токсинов, пестицидов и химических и физических загрязнителей, но также от микробиологических патогенов, таких как бактерии, паразиты и вирусы, которые могут вызывать болезни.

## Пища живых организмов
По характеру пищи, используемой в процессе жизнедеятельности, все живые организмы делятся на автотрофных, гетеротрофных, миксотрофных.
Неорганические составные — CO2, H2O и другие — служат основной пищей для автотрофных организмов (большинство растений), которые синтезируют из них путём фотосинтеза или хемосинтеза органические вещества: белки, жиры, углеводы, — составляющие пищу гетеротрофных организмов. Помимо белков, жиров и углеводов, гетеротрофным организмам необходимы витамины, нуклеиновые кислоты и микроэлементы.
Животных делят на травоядных (например корова, слон), употребляющих растительную пищу, плотоядных хищников и падальщиков (например, волк, лев), многоядных и всеядных (например, медведь, человек).
Пища для домашних животных (корм) зачастую создаётся искусственно и содержит многие необходимые животному вещества. Таковой пищей являются, например, комбикорма́, собачий и кошачий корм или корм для аквариумных рыб.

## Пищеварение
Пищеварение — сложный физиологический процесс в организме, обеспечивающий переваривание пищи и её усвоение клетками. В ходе пищеварения происходит превращение макромолекул пищи в более мелкие молекулы, в частности, расщепление биополимеров пищи на мономеры. Этот процесс осуществляется с помощью пищеварительных ферментов.
Процесс пищеварения может сопровождаться различными расстройствами в организме, для предотвращения которых могут применяться те или иные диеты.

## Химический состав пищи
Обычно пища содержит смесь различных компонентов, однако встречаются виды пищи, состоящие из какого-либо одного компонента или его явного преобладания, например, углеводистая пища.
Пищевая ценность продуктов питания определяется в первую очередь энергетической и биологической ценностью, составляющих её компонентов, а также пропорциями отдельных видов компонентов в их общем количестве.
Энергетическая ценность пищевых продуктов определяется количеством энергии, которая высвобождается при употреблении пищи. Если затраты энергии организма существенно ниже, чем энергетическая ценность потребляемых им пищевых продуктов, то организм как бы «запасает» энергию на непредвиденный случай, происходит увеличение массы тела, что может привести к ожирению. Если же человек/животное недополучает необходимое количество энергии из пищи, то происходит снижение массы тела. Недоедание приводит к ухудшению состояния организма, способствует различным заболеваниям. Крайнее истощение приводит к голодной смерти. 

### Белки
Белки́ — крупные биомолекулы или макромолекулы, состоящие из одной или нескольких длинных цепочек аминокислотных остатков. В живых организмах аминокислотный состав белков определяется генетическим кодом, при синтезе в большинстве случаев используется 20 стандартных аминокислот. Множество их комбинаций дают большое разнообразие свойств молекул белков. Кроме того, аминокислоты в составе белка часто подвергаются посттрансляционным модификациям, которые могут возникать и до того, как белок начинает выполнять свою функцию, и во время его «работы» в клетке. Часто в живых организмах несколько молекул белков образуют сложные комплексы, например, фотосинтетический комплекс.

### Жиры
Жиры́, или с химической точки зрения триглицери́ды — природные органические соединения, полные сложные эфиры глицерина и одноосновных жирных кислот (входят в класс липидов). Наряду с углеводами и белками, жиры являются одним из основных источников энергии для млекопитающих, одним из главных компонентов питания. Эмульгирование жиров в кишечнике (необходимое условие их всасывания) осуществляется при участии солей жёлчных кислот. Энергетическая ценность жиров примерно в 2 раза выше, чем углеводов, при условии их биологической доступности и здорового усвоения организмом. В живых организмах жиры (липиды) выполняют важные структурные, энергетические и другие жизненно важные функции в составе мембранных образований клетки и в субклеточных органеллах. Жидкие жиры растительного происхождения обычно называют маслами. Кроме того, в кулинарии жир животного происхождения (полученный из молока животных) так же называют сливочное масло. Также в пищевой промышленности твёрдые жиры, полученные в результате трансформации (гидрирования или гидрогенизации) растительных масел называют саломасом, маргарином, комбинированным жиром или спредом.
В растениях жиры содержатся в сравнительно небольших количествах, за исключением семян масличных растений, в которых содержание жиров может быть более 50 %. 
Животные жиры чаще всего содержат стеариновую и пальмитиновую кислоты, ненасыщенные жирные кислоты представлены в основном олеиновой, линолевой и линоленовой кислотами. Физико-химические и химические свойства данной категории жиров в значительной мере определяются соотношением входящих в их состав насыщенных и ненасыщенных жирных кислот.

### Углеводы
Углево́ды — весьма обширный класс органических соединений, среди них встречаются вещества с сильно различающимися свойствами. Это позволяет углеводам выполнять разнообразные функции в живых организмах. Соединения этого класса составляют около 80 % сухой массы растений и 2—3 % массы животных. Организмы животных не способны самостоятельно синтезировать углеводы из неорганических веществ. Они получают их из растений с пищей и используют в качестве главного источника энергии, получаемой в процессе окисления. Таким образом, в суточном рационе человека и животных преобладают углеводы. Травоядные получают крахмал, клетчатку, сахарозу. Хищники получают гликоген с мясом. Для человека главными источниками углеводов из пищи являются: хлеб, картофель, макароны, крупы, сладости. Чистым углеводом является сахар. Мёд, в зависимости от своего происхождения, содержит 70—80 % глюкозы и фруктозы.
В живых организмах углеводы выполняют следующие функции:
1. Структурная и опорная функции. Углеводы участвуют в построении различных опорных структур. Так целлюлоза является основным структурным компонентом клеточных стенок растений, хитин выполняет аналогичную функцию у грибов, а также обеспечивает жёсткость экзоскелета членистоногих[3].
2. Защитная роль у растений. У некоторых растений есть защитные образования (шипы, колючки и другое), состоящие из клеточных стенок мёртвых клеток.
3. Пластическая функция. Углеводы входят в состав сложных молекул (например, пентозы (рибоза и дезоксирибоза) участвуют в построении АТФ, ДНК и РНК)[4].
4. Энергетическая функция. Углеводы служат источником энергии: при окислении 1 грамма углеводов выделяются 4,1 ккал энергии и 0,4 г воды[4].
5. Запасающая функция. Углеводы выступают в качестве запасных питательных веществ: гликоген у животных, крахмал и инулин — у растений[3].
6. Осмотическая функция. Углеводы участвуют в регуляции осмотического давления в организме. Так, в крови содержится 100—110 мг/% глюкозы, от концентрации глюкозы зависит осмотическое давление крови.
7. Рецепторная функция. Олигосахариды входят в состав воспринимающей части многих клеточных рецепторов или молекул-лигандов.

Обмен углеводов в организме человека и высших животных складывается из нескольких процессов:
1. Гидролиз (расщепление) в желудочно-кишечном тракте полисахаридов и дисахаридов пищи до моносахаридов, с последующим всасыванием из просвета кишки в кровеносное русло.
2. Гликогеногенез (синтез) и гликогенолиз (распад) гликогена в тканях, в основном в печени.
3. Аэробный (пентозофосфатный путь окисления глюкозы или пентозный цикл) и анаэробный (без потребления кислорода) гликолиз — пути расщепления глюкозы в организме.
4. Взаимопревращение гексоз.
5. Аэробное окисление продукта гликолиза — пирувата (завершающая стадия углеводного обмена).
6. Глюконеогенез — синтез углеводов из неуглеводистого сырья (пировиноградная, молочная кислота, глицерин, аминокислоты и другие органические соединения).

### Биологически значимые элементы
- Углерод
- Водород
- Кислород
- Азот
- Фосфор
- Сера
- Калий
- Кальций
- Магний
- Натрий
- Хлор

### Микроэлементы
По современным данным более 30 микроэлементов считаются необходимыми для жизнедеятельности растений и животных. Среди них (в алфавитном порядке):
- Бром
- Железо
- Йод
- Кобальт
- Марганец
- Медь
- Молибден
- Селен
- Фтор
- Хром
- Цинк

### Витамины
Витами́ны (от лат. vita — «жизнь») — группа низкомолекулярных органических соединений относительно простого строения и разнообразной химической природы. Это разнородная по химической природе группа органических веществ, объединённая по признаку абсолютной необходимости их для гетеротрофного организма в качестве составной части пищи. Автотрофные организмы также нуждаются в витаминах, получая их либо путём синтеза, либо из окружающей среды. Так, витамины входят в состав питательных сред для выращивания организмов фитопланктона. Витамины содержатся в пище (или в окружающей среде) в очень малых количествах, и поэтому относятся к микронутриентам. Витамины не являются для организма поставщиком энергии, однако витаминам отводится важнейшая роль в обмене веществ. Витамины участвуют во множестве биохимических реакций, выполняя каталитическую функцию в составе активных центров большого количества разнообразных ферментов либо выступая информационными регуляторными посредниками, выполняя сигнальные функции экзогенных прогормонов и гормонов. Известно около полутора десятков витаминов. Исходя из растворимости, витамины делят на жирорастворимые — A, D, E, незаменимые жирные кислоты, K и водорастворимые — все остальные (B, C и другие). Жирорастворимые витамины накапливаются в организме, причём их депо являются жировая ткань и печень. Водорастворимые витамины в существенных количествах не депонируются (не накапливаются) и при избытке выводятся с водой.

## Пища в жизни человека
Пища является одной из основ в жизни людей как источник энергии для жизнедеятельности организма (человек должен питаться от 1 до 5 раз в день). Полноценная пища (её рацион) содержит все незаменимые элементы пищи — это такие элементы, которые пища должна включать для того, чтобы обеспечить нормальное функционирование организма человека. Последний совершенно не синтезирует незаменимый элемент, или синтезирует его в количествах, недостаточных для поддержания здоровья организма (напр., ниацин, холин), а потому должен получать с пищей.
Общие рекомендации диетологов по составлению рациона здорового питания бывают собраны в так называемых пирамидах питания.

### Пищевые продукты
Пищевые продукты — продукты в натуральном или переработанном виде, употребляемые человеком в пищу (в том числе продукты детского питания, продукты диетического питания), бутилированная питьевая вода, алкогольные и безалкогольные напитки, жевательная резинка, а также продовольственное сырьё, пищевые добавки и биологически активные добавки.

#### Растительного происхождения
- злаки (пшеница, рожь, ячмень, рис и другие) и похожие на них: гречка, кукуруза, киноа, амарант
  - орехи: лещина, фундук, грецкий орех, кокос, миндаль и другие
  - бобовые: горох, фасоль, бобы, соя, чечевица, турецкий горох (нут), арахис
  - масличные: подсолнух, лён, кунжут
- фрукты
  - цитрусовые
  - ягоды
- овощи:
  - плодовые (баклажаны), в том числе бахчевые (тыква), (кабачки)
  - корнеплоды (свекла, морковь, репа) и клубневые (картофель)
  - листовые (шпинат, капуста) и цветковые (артишок, брокколи)
  - (душистая) зелень: петрушка, кинза, укроп
  - луковичные: лук, чеснок
  - стеблевые (спаржа)
- травы и пряности
- соки деревьев (березовый сок, кленовый сироп)

#### Животного происхождения
- Мясо животных (первые две группы делятся также на мясо домашних животных и дичь)
  - млекопитающих: говядина, свинина, баранина, крольчатина и проч., а также субпродукты
  - птиц: курятина, утятина, гусятина, индюшатина, страусятина, голубятина и другие
  - пресмыкающихся и земноводных: лягушки, змеи, черепахи и другие
- Молоко и молочные продукты, полученные от жизнедеятельности (без умертвления) животных: кефир, сливки, творог, сыр, сливочное масло, сметана и другие
- Яйца и икра: яйца птиц, красная и чёрная рыбья икра, белая икра (улиток) и другие
- Рыба
- Моллюски (устрицы, кальмары, улитки и другие) и ракообразные (раки, креветки, крабы, лангусты и другие) — те из них, что живут в морях, называются морепродуктами
- Насекомые и паукообразные: саранча, тарантулы, кузнечики и прочие.

#### Прочие органические продукты
- Грибы
- Дрожжи
- Водоросли
- Продукты, полученные с помощью растений или животных: желатин, сахар, мёд, уксус.

#### Генетически модифицированные продукты
Генетически модифицированный организм (ГМО) — живой организм, генотип которого был искусственно изменён при помощи методов генной инженерии. Такие изменения, как правило, производятся в научных или хозяйственных целях. Генетическая модификация отличается целенаправленными локализованными изменениями генотипа организма в отличие от случайных изменений, характерных для естественного и искусственного мутагенеза, происходящего, в частности, при селекции.

#### Неорганические продукты
- соль
- пищевые добавки

### Производство и добыча пищевых продуктов
Добыча пищевых продуктов:
- Сельское хозяйство входит в состав агропромышленного комплекса и включает в себя следующие основные отрасли:
  - Растениеводство
  - Животноводство
- Рыболовство
- Солеварение
- Охота
- Собирательство
- Химический синтез — ряд искусственно синтезированных веществ может употребляться в пищу

### Переработка пищевых продуктов
Виды переработки: очистка, разделка, измельчение, варка, высушивание, засолка, вяление, жарка, маринование, консервирование и, наконец, расфасовка и упаковка.
После переработки натуральных продуктов получают пищевые изделия:
- Из злаков:
  - Мука и мучные изделия, в том числе макароны, хлеб
  - крупы, из которых варят каши

Из других растений: шоколад, кофе, растительное масло, томатная паста и другие.
- Из молока — молочные продукты:
  - Молоко
  - Сыр и творог
  - Сливочное масло, сливки
  - Сметана
  - Кисломолочные продукты
  - Мороженое
- Из мяса: фарш, филе, колбасы, копчености, сало, жир.
- Из сахара (и фруктов): варенье, сироп, джем, конфеты и другие.

Пищевые изделия обычно пригодны для продолжительного хранения. Это не относится к необработанным продуктам, срок годности которых, как правило, ограничен.

### Приготовление пищи
Перед употреблением в пищу пищевые изделия обычно готовят — доводят сырые продукты до состояния, наиболее благоприятного для пищеварения. Практикуется также сыроедение, то есть употребление пищи без какой-либо предварительной температурной обработки. Набор продуктов, приёмов и способов приготовления людей определённого круга, региона или национальности называется кухней (см. Категория:Национальные кухни).
Наиболее распространены такие виды приготовления пищи, как варка, жарка, тушение, запекание.
Примеры приготовленной пищи: суп, гарнир, салат, соус, рагу, пюре, жаркое, пудинг и другие.

#### Виды кулинарной обработки пищи

##### Термическая обработка
варка, жарка, тушение, запекание, пассерование, бланширование

##### Холодная обработка
соление, квашение, вымачивание, сушка, маринование и так далее, также консервирование приготовленных таким образом продуктов.

### Приём пищи
Люди обычно принимают пищу от одного до пяти раз в день. За многие века у людей выработалась определённая культура (традиции, ритуалы и обычаи) приёма пищи, разная у разных народов и в разных слоях населения. Набор, время, место и названия приёмов пищи сильно варьируют по разным регионам (у славян и в России это, традиционно, — завтрак, обед и ужин).

### Пища и религия
Во многих религиях мира наложены те или иные ограничения и запреты (табу) на принятие в пищу тех или иных продуктов и напитков.
Многие религии и философии говорят о «духовной пище» и её важнейшем значении в совершенствовании личности, её гармонического развития. Это понятие известно под разными терминами в традиционных религиях различных народов: прана в индуизме и буддизме, ци в китайской философии, амброзия в античной религии и так далее.